# 所郁太郎
所 郁太郎（ところ いくたろう）は、幕末の医者、志士。井上聞多（後の井上馨）遭難の際に、井上を治療した人物。

## 生涯
美濃国赤坂の醸造家・矢橋亦一の子として生まれ、同国大野郡の医者所伊織の養子となった。初め、嘉永5年 (1852年) より、加納藩医・青木松軒に学ぶ。次いで京の安藤桂洲に学ぶ。このころ、同じく美濃出身の梁川星巌と親交を結んだ。
万延元年（1860年）には大坂の適塾に入り、緒方洪庵に学び、福沢諭吉や大村益次郎との交友を得、秀才の誉れ高く、塾頭にまでなったとされるが、誤解である。記事中「塾頭になった」と書いてるのは大村益次郎のことであり、塾頭のリストには所の名前はない。
郁太郎入門時、洪庵と倍以上の年齢差、その中、深く知り合ったという。この頃、塾には「ヅーフ」という入手困難なオランダ語の字引があり、三畳間の机上に大切に置かれていた。それ故「ヅーフの間」とよばれていたが、塾生は、用あるごとに、この三畳間へ行き、字引と向き合う必要があった。猛勉強の塾生、多くは、深夜もこの室におしかけた。郁太郎、ほぼ毎夜この「ヅーフの間」に字引と向き合っていたという。洪庵の幕府奥医師就任に伴う江戸行きまでの約二年間学ぶ。
後、京にて医者として開業。近傍に長州藩邸があったことから、郁太郎の治療を請う長州藩士が多く、この頃から長州藩士と交わり、尊王思想の大義を説いている。
文久2年（1862年）、桂小五郎の推挙により長州藩京都藩邸医院総督となる。同年10月、藩主・毛利敬親にお目見えとなる。この新規召抱えに際してのお目見えは、他藩 (大垣藩) 出身者だけに、目に留まる。後日談がある。イギリス留学中であった長州ファイブのうち、留学先から急遽帰国した、伊藤俊輔 (伊藤博文) と井上聞多 (井上馨)。彼ら2人に対して藩は異なった対応をする。この2人、留学先・イギリスからの帰国後、4カ国講和談判の折、足軽出身・伊藤 はお目見えかなわず、毛利元就以前から毛利家に仕える名門出身の井上 はお目見えとなる。彼ら2人及び郁太郎に対する藩の対応をそれぞれ比較した場合、郁太郎に対する藩の評価を垣間見ることができよう。敬親が他藩の藩士に対面した例として、ユニオン号購入に尽力した近藤長次郎（土佐出身浪士だが、小松帯刀に抱えられており薩摩藩士とみなされていた）が知られている。
その郁太郎、寺社組支配・米銀方奉行・遊撃隊軍監の要職を歴任することになる。
八月十八日の政変では長州に下向している。
京都藩邸医院総督となった所郁太郎は、井上聞多 (井上馨)、遠藤謹助、山尾庸三、伊藤俊輔 (伊藤博文)、野村弥吉 (井上勝)の5人（長州ファイブ）に、京都で会うことになる。彼ら長州ファイブがロンドン (ロンドン大学ユニヴァーシティ・カレッジ・ロンドンなど) に留学するに当たり、旅立つ前に、適塾出身の郁太郎から、イギリス渡航のための情報を得るためとも。のちの、平成26年 (2014年) 5月1日、安倍晋三内閣総理大臣は、このユニバーシティ・カレッジ・ロンドン (UCL)構内の長州ファイブ記念碑を訪れている。
元治元年（1864年）、長州藩領の吉敷郡に開業し、同年9月25日、袖解橋付近にて刺客に襲われて瀕死の重傷を負った井上聞多の治療にあたり、井上の一命を救うのに成功している。この時、随行していた三条実美の許しを得て急遽駆けつけた郁太郎は、手術道具を持っていなかったが、たまたま数日前から屋敷に出入りしていた畳職人の畳針を借りて傷口の縫合を行い、これによって井上は一命を取り留めた。郁太郎が井上の屋敷に着いた時にはすでに藩医の長野昌英・日野宗春という2人の医者がいたが、重傷で手を付けられず郁太郎が両医師の補助を受けつつ約50針に及ぶ縫合を行った。この時、聞多は兄・光遠に介錯を頼んだが、母親が血だらけの聞多をかき抱き兄に対して、「何をする。死んだらお国のために尽くせるか」と諌め、介錯を思いとどまらせた。この時のエピソードは後に第五期国定国語教科書、国民学校国語教科書『初等科國語八』に「母の力」と題して紹介されている。
そのため、戦前の日本では誰もが知る人物であった。

『世外井上公傳』182頁に拠れば、
と記されている。
八月十八日の政変から功山寺挙兵に至る、幕末の長州藩が苦しかった時期に、久坂玄瑞らと奮戦。遊撃隊参謀として高杉晋作を助けて転戦した。
温雅なる所郁太郎、高杉晋作を身を以て支えるも、国事では阿附せず、詭激なる高杉晋作も常に己を屈してこれに従ったという。
郁太郎が軍監を務める遊撃隊、吉敷・円正寺にて本陣構える。作戦を立てるに余念なき2月末、腸チフスに罹患。進行早く高熱、衰弱激しく3月12日 (1865年4月7日)、危篤となり、品川弥二郎、同郷の従弟で郁太郎を慕って長州にいた長屋丁輔らに見送られ、本陣にて没する。享年27歳。
この長屋丁輔は亡くなった郁太郎の刀、肖像写真、遺髪を持ち帰った。
明治2年 (1869年)、明治天皇の勅旨により「霊山官祭招魂社」として全国で初めて創立された京都霊山護国神社に祭られた。

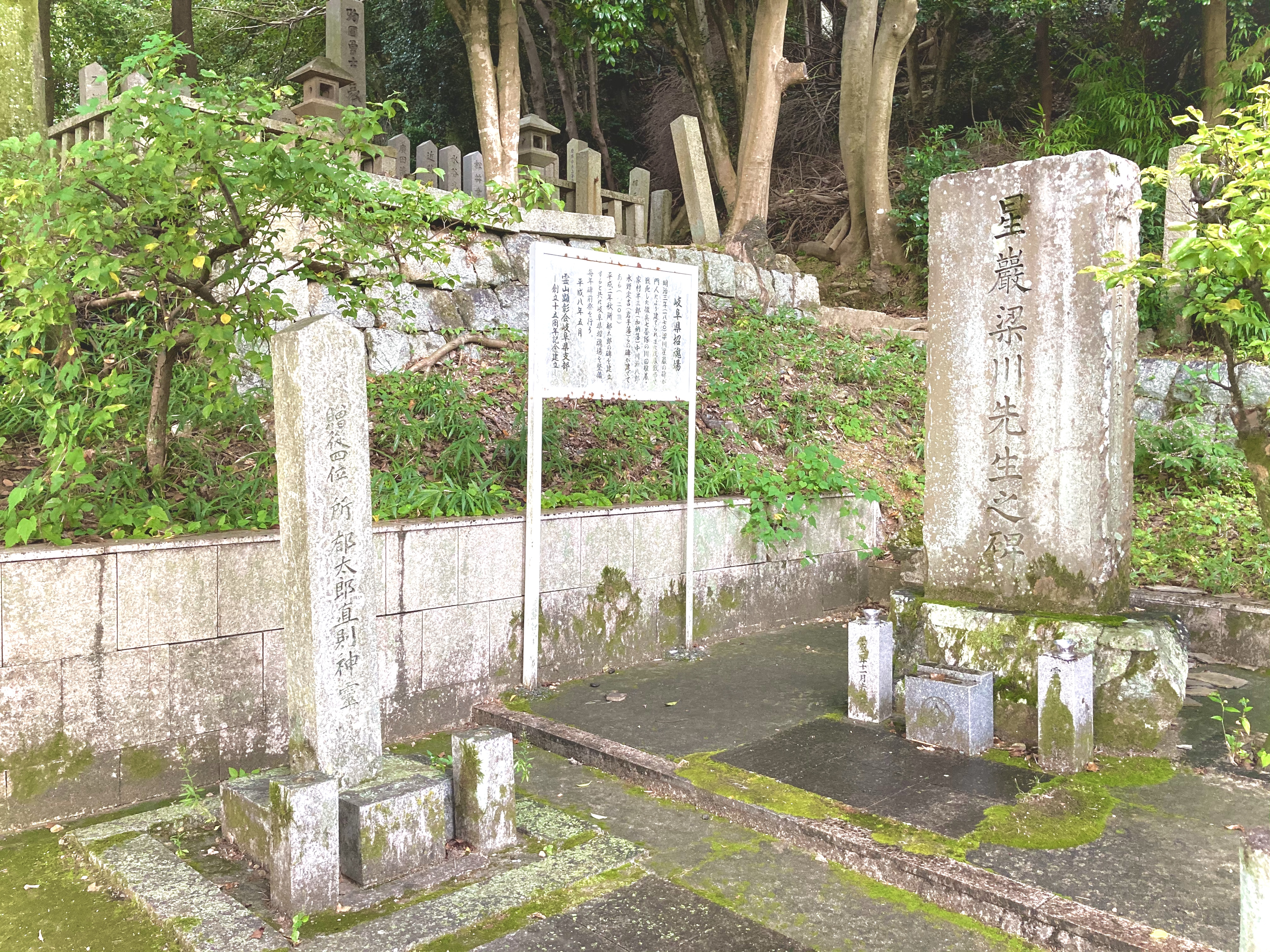
梁川星巌と所郁太郎の碑（京都霊山護国神社）

郁太郎の遺功に対する従四位の追叙 (維新後贈位者) は、元勲井上馨、内務大臣品川弥二郎らによる。
建碑は、井上馨の念願するところであったが、彼自身実現できなかった。のちに、その建碑の話が具体化し、ついに孫の侯爵・井上三郎の支援により、所郁太郎・贈従四位頌徳記念碑が第二の故郷・大野町において建立されるに至った。
大垣市赤坂宿・本陣跡にある所郁太郎像、以下の碑文がある。
井上馨の銅像と並んで、「高田御殿」といわれた井上馨・生家の跡地の井上公園（約5,000m2、山口市湯田温泉）に設置されている所郁太郎顕彰碑には、以下の記述がある。

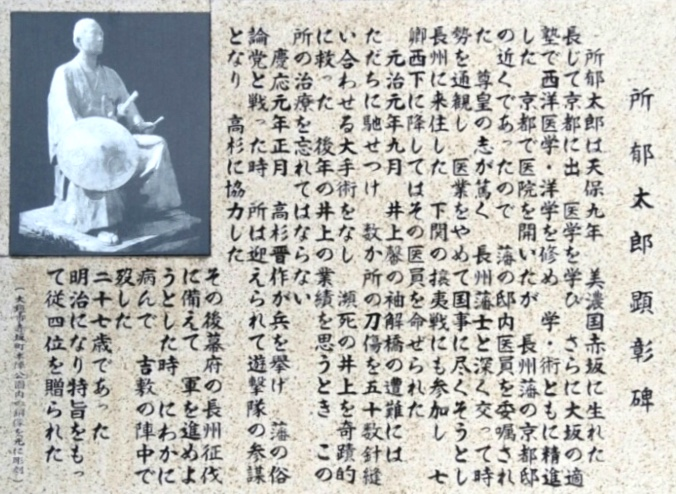
山口市湯田温泉にある所郁太郎の顕彰碑

後に、井上馨は、郁太郎の甥の矢橋実吉を鳥居坂にある井上の屋敷 (旧多度津藩江戸屋敷→井上馨邸→岩崎小弥太邸→国際文化会館) に引き取り、東京の医学校へ通わせ、矢橋実吉が外科医になると、所家の名跡を継がせた。
こうして、従四位・追叙 (維新後贈位者)、建碑、所家再興という、井上馨が構想した所郁太郎に対する具体的な形を伴った報恩は、のちの世代の助けを借りつつも、完結するに至った。

以下の郁太郎の言葉が残っている。
山口市吉敷東三舞・円正寺北と故郷・大垣市赤坂妙法寺 (遺髪) に墓所がある。

## 登場作品
- 司馬遼太郎『美濃浪人』（短編集『人斬り以蔵』に収録）1966年
- 司馬遼太郎『美濃浪人』あとがき(中公文庫『歴史の中の邂逅 6』に収録)2011年
- 司馬遼太郎「無名の人」『中学国語 二』(学校図書)1975年1月

## 栄典
- 1898年（明治31年）7月4日 - 贈従四位[11]